# Carla Eck
Carla Eck, egentligen Elsa Karola Eck, född 13 januari 1919 i Göteborg, död 30 december 2001 i Sankt Görans församling i Stockholm, var en svensk skådespelare.
Hon filmdebuterade 1939 i Per-Axel Branners och Ragnar Frisks Adolf i eld och lågor och kom att medverka i totalt tolv produktioner mellan 1939 och 1947.

## Filmografi
- 1939 – Adolf i eld och lågor
- 1940 – Snurriga familjen
- 1940 – Vi tre
- 1940 – Gentleman att hyra
- 1941 – Söderpojkar
- 1941 – Så tuktas en äkta man
- 1942 – Ta hand om Ulla
- 1942 – Stinsen på Lyckås
- 1943 – När ungdomen vaknar
- 1944 – Prins Gustaf
- 1945 – Blod och eld
- 1947 – Nattvaktens hustru

## Teater

### Roller
| År   | Roll | Produktion                                                   | Regi                          | Teater                      |
| ---- | ---- | ------------------------------------------------------------ | ----------------------------- | --------------------------- |
| 1943 |      | Fattiga friare Gideon Wahlberg                               | Gideon Wahlberg               | Tantolundens friluftsteater |
| 1944 |      | Annie från Amörrika Sigge Fischer, Ch. Henry och Einar Molin | Sigge Fischer                 | Tantolundens friluftsteater |
| 1945 |      | Bröllop i Tanto Gideon Wahlberg                              | Gideon Wahlberg Werner Ohlson | Tantolundens friluftsteater |
| 1946 |      | Cirkus hela da'n Gideon Wahlberg                             | Werner Ohlson                 | Tantolundens friluftsteater |

### Fotnoter
1. 1 2  ”Carla Eck”. Svensk Filmdatabas. http://www.sfi.se/sv/svensk-filmdatabas/Item/?type=PERSON&itemid=60941&ref=%2ftemplates%2fSwedishFilmSearchResult.aspx%3fid%3d1225%26epslanguage%3dsv%26searchword%3dCarla+Eck%26type%3dPerson%26match%3dBegin%26page%3d1%26prom%3dFalse. Läst 23 februari 2013.
2. ↑  Oscar Rydqvist (4 juni 1943). ”Teater Musik Film: 'Fattiga friare' på Tantolundens teater”. Dagens Nyheter:  s. 10. http://arkivet.dn.se/arkivet/tidning/1943-06-04/149/10. Läst 2 februari 2016.
3. ↑  ”Teater Musik Film”. Dagens Nyheter:  s. 15. 7 juni 1944. http://arkivet.dn.se/arkivet/tidning/1944-06-07/152/15. Läst 5 februari 2016.
4. ↑  Lbk (3 juni 1945). ”'Bröllop i Tanto' på Tantolundens teater”. Dagens Nyheter:  s. 16. http://arkivet.dn.se/arkivet/tidning/1945-06-03/147/16. Läst 6 februari 2016.
5. ↑  Lbk (9 juni 1946). ”Teater Musik Film'Cirkus hela dan' på Tantolundens teater”. Dagens Nyheter:  s. 11. http://arkivet.dn.se/arkivet/tidning/1946-06-09/155/11. Läst 7 februari 2016.